# تيودور ببلياندر
تيودور ببلياندر (1509 - 1564 م) هو مستشرق سويسري.

## آثاره
من مؤلفاته:
- «مبادئ نحو اللغة العبرية» زيوريخ 1535.
- «شرح للأصل المشترك لكل اللغات والحروف»، زيورخ 1548.
- «حساب الأزمنة» بازل 1551.
- «الحساب الأدق للأزمنة» بازل 1551.
- «الدفاع (أو: الإنصاف) المشروع عن المسيحية»، بازل 1553.

## روابط خارجية
- تيودور ببلياندر على موقع الموسوعة البريطانية (الإنجليزية)